# Zscherben (Teutschenthal)
Zscherben is een plaats en voormalige gemeente in de Duitse deelstaat Saksen-Anhalt, en maakt deel uit van de Landkreis Saalekreis.
Zscherben telt 1.600 inwoners.

## Geschiedenis
De toenmalige zelfstandige gemeente Zscherben is op 1 januari 2005 geannexeerd door de gemeente Teutschenthal.